# Thiers (Puy-de-Dôme)
Thiers település Franciaországban, Puy-de-Dôme megyében. Lakosainak száma 11 686 fő (2022. január 1.). Thiers Vichy, Celles-sur-Durolle, Dorat, Escoutoux, La Monnerie-le-Montel, Orléat, Paslières, Peschadoires és Saint-Rémy-sur-Durolle községekkel határos.

## Népesség
A település népessége az elmúlt években az alábbi módon változott:
| Lakosok száma | 11 308 | 11 805 | 12 086 | 11 847 | 11 778 | 11 784 | 11 470 | 11 633 | 11 686 |
|               | 2013   | 2015   | 2016   | 2017   | 2018   | 2019   | 2020   | 2021   | 2022   |